# Шабани, Лаорент
Лаорент Шабани (швед. Laorent Shabani, алб. Laorent Šabani; род. 9 августа 1999) — албанский и шведский футболист, полузащитник клуба «Норрчёпинг».

## Клубная карьера
Является воспитанником футбольного клуба «Мальмё», в котором начал заниматься с шестилетнего возраста. В сентябре 2017 года подписал молодёжный контракт с клубом, рассчитанный до конца 2019 года. 29 октября впервые попал в заявку основной команды на матч чемпионата Швеции против «Сириуса», но на поле не появился.
6 марта 2020 года перешёл в «Сириус», подписав с клубом контракт, рассчитанный на два года. 14 июня дебютировал в чемпионате Швеции в домашнем матче с «Югорденом», появившись на поле в середине второго тайма вместо Стефано Веккьи. 11 ноября в матче второго раунда кубка Швеции с «Броммапойкарной» забил первый гол в карьере, который для его команды в этом матче оказался победным.

## Карьера в сборной
Выступал за юношеские сборные Швеции разных возрастов. 30 августа 2017 года дебютировал в сборной до 19 лет на товарищеском турнире четырёх стран в матче с Данией, появившись на поле в конце встречи вместо Хенрика Белльмана.
В феврале 2018 года федерация футбола Албании обратилась к Шабани с приглашением выступать за сборные Албании. Дебютировал в составе молодёжной сборной Албании 5 июня в товарищеском матче с Беларусью.

## Клубная статистика
| Выступление      | Выступление      | Выступление      | Лига | Лига | Кубки | Кубки | Конт. кубки | Конт. кубки | Итого | Итого |
| Клуб             | Лига             | Сезон            | Игры | Голы | Игры  | Голы  | Игры        | Голы        | Игры  | Голы  |
| ---------------- | ---------------- | ---------------- | ---- | ---- | ----- | ----- | ----------- | ----------- | ----- | ----- |
| Сириус           | Алльсвенскан     | 2020             | 26   | 3    | 1     | 0     | 0           | 0           | 27    | 3     |
| Сириус           | Алльсвенскан     | 2021             | 25   | 1    | 1     | 0     | 0           | 0           | 26    | 1     |
| Сириус           | Итого            | Итого            | 51   | 1    | 2     | 0     | 0           | 0           | 53    | 1     |
| Всего за карьеру | Всего за карьеру | Всего за карьеру | 51   | 1    | 2     | 0     | 0           | 0           | 53    | 1     |